# Diceratella
Diceratella là chi thực vật có hoa trong họ Cải.